# Lillhällan
Lillhällan är en ö i Finland.   Den ligger i den ekonomiska regionen  Jakobstadsregionen  och landskapet Österbotten, i den västra delen av landet, 400 km norr om huvudstaden Helsingfors.